# Raymond Lam
Raymond Lam Fung (nacido el 8 de diciembre de 1979) es un actor y cantante de Hong Kong que fue contratado por la cadena de televisión TVB y en la etiqueta EEG Music Plus. Ha sido famoso en la serie televisiva "choking" look.

## Biografía
Raymond es hijo de Lam Kwok-Wah (林国华), un reconocido promotor inmobiliario de propiedades en la parte continental llamado "Li Xiamen Ka-shing" (厦门 李嘉诚) en la que se encuentra junto a otras empresas inmobiliarias y de construcción. 
Su nombre verdadero es  Lam Wui-man (林 汇 文), al que cambió por Raymond Lam Fung por nombre artístico. 
En junio de 2019 se comprometió con la modelo Carina Zhang, en octubre de 2019 se anunció que se habían casado después de salir por casi un año.

## Filmografía

### Películas
| Año  | Título                           | Personajes                       | Notas |
| ---- | -------------------------------- | -------------------------------- | ----- |
| 2002 | Stolen Love                      | Rick Kwok                        |       |
| 2010 | 72 Tenants of Prosperity         | Joven Shek Kin                   |       |
| 2010 | The Jade and the Pearl           | General Ching Hin                |       |
| 2010 | Perfect Wedding                  | Ling Guk-fung                    |       |
| 2011 | The Sorcerer and the White Snake | Scholar - Hui Sin                |       |
| 2012 | Saving General Yang              | Fifth Yang - Yang Yande (楊延德) |       |

### Televisión
| Año  | Título                             | Personaje                 | Canales        | Notas                                                                    |
| ---- | ---------------------------------- | ------------------------- | -------------- | ------------------------------------------------------------------------ |
| 1999 | At the Threshold of an Era         | Prison officer            | TVB            | cameo                                                                    |
| 1999 | A Kindred Spirit                   | Waiter                    | TVB            | cameo                                                                    |
| 1999 | Plain Love                         | Tea Brewing Staff         | TVB            | cameo                                                                    |
| 1999 | Side Beat                          | Receptionist              | TVB            | cameo                                                                    |
| 2000 | Crimson Sabre                      | Intruder                  | TVB            | cameo                                                                    |
| 2000 | Incurable Traits                   | Soldier                   | TVB            | cameo                                                                    |
| 2001 | A Taste of Love                    | Kong Sheung-yau           | TVB            |                                                                          |
| 2001 | A Step Into The Past               | Chiu Poon / Ying Cheng    | TVB            |                                                                          |
| 2002 | Eternal Happiness                  | Wongpo Siu-wah            | TVB            |                                                                          |
| 2002 | Golden Faith                       | Oscar Ting                | TVB            |                                                                          |
| 2002 | Lofty Waters Verdant Bow           | Kam Sai-wai               | TVB            |                                                                          |
| 2003 | Survivor's Law                     | Ben Lok                   | TVB            |                                                                          |
| 2004 | Blade Heart                        | Mang Lui/Capitán Cho Ngan | TVB            |                                                                          |
| 2004 | Twin of Brothers                   | Kou Zhong                 | TVB            |                                                                          |
| 2004 | The Last Breakthrough              | Tsai Bak Hung (Ken)       | TVB            |                                                                          |
| 2005 | Food For Life                      | Daniel Yau                | TVB            |                                                                          |
| 2006 | Lethal Weapons of Love and Passion | Fung Hung Lit             | TVB            |                                                                          |
| 2006 | La Femme Desperado                 | Chai Foon                 | TVB            |                                                                          |
| 2006 | Face to Fate                       | Lai Yeuk-yee              | TVB            | Warehoused and broadcast in 2007                                         |
| 2007 | Heart of Greed                     | Alfred, Ching Leung       | TVB            |                                                                          |
| 2007 | New Breath of Love                 | Xu Kai                    | CTS            |                                                                          |
| 2007 | The Drive of Life                  | Wah Jun-Bong              | TVB            |                                                                          |
| 2008 | The Master of Tai Chi              | Tuen Hiu-sing             | TVB            |                                                                          |
| 2008 | The Four                           | Shing Ngai-yue/Mo Ching   | TVB            |                                                                          |
| 2008 | Moonlight Resonance                | Gam Wing Ho               | TVB            |                                                                          |
| 2010 | The Mysteries of Love              | Ging Bok, Kingsley King   | TVB            |                                                                          |
| 2010 | Growing Through Life               | Hoi Sing (Hanson)         | TVB            |                                                                          |
| 2011 | My Sister of Eternal Flower        | Hugo, Chiang Yik          | TVB            |                                                                          |
| 2011 | Men with No Shadows                | Toi Fung (Typhoon)        | TVB            |                                                                          |
| TBA  | Ad Mania                           | Long Tin-cheuk            | Mainland China | First season has finished filming. TBA                                   |
| TBA  | Back to the Three Kingdoms         | Chu-got Leung             | TVB            | TBA                                                                      |
| TBA  | Triumph in the Skies II            | Hang Tung                 | TVB            | To be filmed in April 2012 - Lam is not officially confirmed for casting |

### Programas de variedades
| Año  | Título       | Notas                |
| ---- | ------------ | -------------------- |
| 2019 | Keep Running | (ep. #85) - invitado |

## Discografía

### Álbumes
| Año  | Título del álbum                                    | Álbum de información                       |
| ---- | --------------------------------------------------- | ------------------------------------------ |
| 2007 | Searching For You In Loving Memories 愛在記憶中找你 | Release Date: 23 November 2007 Label: EEG  |
| 2008 | Your Love                                           | Release Date: 10 September 2008 Label: EEG |
| 2008 | Your Love 2nd Edition                               | Release Date: 24 September 2008 Label: EEG |
| 2009 | Let's Get Wet                                       | Release Date: 15 June 2009 Label: EEG      |
| 2010 | Come 2 Me                                           | Release Date: 17 July 2010 Label: EEG      |
| 2011 | First 第一次                                        | Release Date: 4 March 2011 Label: EEG      |
| 2011 | LF                                                  | Release Date: 22 July 2011 Label: EEG      |

### Temas de series en TVB / Temas de canciones
| Año  | Título           | Series                             | Notas                                                      |
| ---- | ---------------- | ---------------------------------- | ---------------------------------------------------------- |
| 2002 | 記得忘記         | Eternal Happiness                  | Sub-theme song                                             |
| 2002 | 真愛難共         | Lofty Waters Verdant Bow           | Theme song                                                 |
| 2003 | 忘記傷害         | Survivor's Law                     | Theme song                                                 |
| 2004 | 雙子龍           | Twin of Brothers                   | Theme song                                                 |
| 2004 | 心呼吸           | The Last Breakthrough              | Theme song                                                 |
| 2005 | 與朋友共         | Yummy Yummy                        | Theme song                                                 |
| 2006 | 出鞘             | Lethal Weapons of Love and Passion | Theme song                                                 |
| 2006 | 領會             | Lethal Weapons of Love and Passion | Sub-theme song                                             |
| 2006 | 游劍江湖         | Vagabond Vigilante                 | Theme song                                                 |
| 2006 | 披荊斬刺         | Face to Fate                       | Theme song                                                 |
| 2007 | 心領             | Heart of Greed                     | Sub-theme song, performed with Linda Chung                 |
| 2007 | 愛在記憶中找你   | Drive of Life                      | Sub-theme song                                             |
| 2008 | 浮生若水         | The Master of Tai Chi              | Sub-theme song                                             |
| 2008 | 愛不疚           | Moonlight Resonance                | Sub-theme song                                             |
| 2008 | 風暴             | The Four                           | Theme song, performed with Ron Ng, Sammul Chan, Kenneth Ma |
| 2009 | 值得流淚         | Justice Bao                        | Theme song                                                 |
| 2010 | 直到你不找我     | The Mysteries of Love              | Theme song                                                 |
| 2010 | 所謂理想         | Growing Through Life               | Theme song                                                 |
| 2010 | 我們很好         | Growing Through Life               | Sub-theme song                                             |
| 2010 | 不想讓你失望     | Growing Through Life               | Theme song (Mandarin version)                              |
| 2010 | 我們很好         | Growing Through Life               | Sub-theme song (Mandarin version)                          |
| 2011 | Light Up My Life | My Sister of Eternal Flower        | Theme song                                                 |
| 2011 | 似是而非         | Ad Mania                           | Theme song (In Mandarin)                                   |
|      | 試煉             | Men with No Shadows                | Theme song                                                 |

## Premios y nominaciones
- 2003: TVB Award for Most Improved Actor por Survivor Law
- 2004: TVB Award for My Favorite Television Character por Twin of Brothers
- 2004: Astro Wah Lai Toi Award for Favourite Leading Actor por Twin of Brothers
- 2004: Astro Wah Lai Toi Award for Favourite Character por Twin of Brothers
- 2005: Astro Wah Lai Toi Award for Favourite Character por Food For Life
- 2006: Nominated - TVB Award for Best Actor por La Femme Desperado
- 2006: Nominated - TVB Award for My Favorite Male Character por La Femme Desperado
- 2006: Astro Wah Lai Toi Award for Favourite Character por La Femme Desperado
- 2007 Nominated - TVB Award for My Favourite Male Character por Heart of Greed
- 2007: Astro Wah Lai Toi for My Favourite Couple por Heart of Greed (junto a Linda Chung)
- 2007: TVB Award for Mainland's Favorite Actor por The Drive of Life
- 2007: Nominated - TVB Award for Best Actor por The Drive of Life
- 2007: Astro Wah Lai Toi My Favourite Character por The Drive of Life
- 2007: Astro Wah Lai Toi for My Favourite Kiss por The Drive of Life (junto a Charmaine Sheh)
- 2008: Asian Television Award for Best Drama Performance by an Actor por The Master of Tai Chi
- 2008: TVB Award for My Favourite Male Character por Moonlight Resonance
- 2008: TVB Award for TVB.com's Most Popular Artist por Moonlight Resonance
- 2008: Nominated - TVB Award for Best Actor por Moonlight Resonance
- 2020: TVB Award for My Favourite Male Character por The Mysteries of Love
- 2010: TVB Award for TVB.com's Most Popular Artist por The Mysteries of Love
- 2010: Best Actor Nomination (Top 5) por The Mysteries of Love
- 2011: Nominated — TVB Anniversary Award for Best Actor (Top 15) por Men with No Shadows